# Better Business Bureau
 (mai 2009).
Si vous disposez d'ouvrages ou d'articles de référence ou si vous connaissez des sites web de qualité traitant du thème abordé ici, merci de compléter l'article en donnant les références utiles à sa vérifiabilité et en les liant à la section « Notes et références ».
The Better Business Bureau (BBB) a été créé en 1912. Ce n'est pas une agence gouvernementale, mais un réseau de BBB locaux basés aux États-Unis et au Canada, qui travaillent ensemble à travers le Council of Better Business Bureau (CBBB). Le but du BBB est de favoriser un juste et efficace marché, afin que les acheteurs et les vendeurs puissent avoir confiance entre eux ("Start With Trust"). Beaucoup de services du BBB sont accessibles sur leur site web.